# Andreas Luckermans
Andreas Luckermans (9 juli 1992) is een Belgisch voetballer die meestal als offensieve middenvelder speelt. Hij begon het seizoen 2013-2014 bij het Nederlandse FC Dordrecht. In de winterstop huurde Helmond Sport de middenvelder voor een half seizoen.

## Clubcarrière
Luckermans komt uit de jeugdopleiding van RSC Anderlecht. Op 29 januari 2013 maakte Anderlecht bekend dat hij de rest van het seizoen zou uitgeleend worden aan FC Dordrecht, dat in de Jupiler League uitkomt. In zes maanden speelde hij 10 competitiewedstrijden en één wedstrijd in de play-offs voor FC Dordrecht. Tijdens het seizoen 2013/14 speelt hij opnieuw voor FC Dordrecht. Op 30 augustus 2013 scoorde hij met een afgeweken schot de openingstreffer tegen Jong PSV. Op 4 januari 2014 werd duidelijk dat hij het seizoen zal afmaken bij Helmond Sport (Jupiler League). Helmond Sport huurt de offensieve middenvelder voor een half seizoen.